# Старший Бургундский дом

Герб герцогов Бургундии из династии Капетингов

Старший Бургундский дом или Бургундский дом династии Капетингов (фр. Maison capétienne de Bourgogne) — ветвь французского королевского рода Капетингов, правившая в герцогстве Бургундия в 1032—1361 годах.

## История
Родоначальником её был сын короля Франции Роберта II Благочестивого — Роберт I (ум.1076). При его правлении герцогство включало в себя земли прежних графств Отён, Бон, Авалон, Дижон и Шатийон-сюр-Сьен. Графы других бургундских графств (Шалон, Макон, Невер, Осер, Тоннер) были фактически независимыми правителями. Роберт и его ближайшие преемники были простыми феодалами, но постепенно герцоги Бургундии смогли увеличить свои владения и заставить своих вассалов признать свой сюзеренитет. Род угас в 1361 году после смерти Филиппа I Руврского.
Кроме главной линии существовали ещё боковые:
- Португальский королевский дом (Бургундская династия), правившая в Португалии в 1093—1383 годах. Её родоначальником был Генрих Бургундский (ум.1112), первый граф Португалии. После смерти в 1383 году Фернанду I трон перешёл к побочной линии — Ависской династии.
- Дом Монтегю. Его родоначальником был Александр I (1170—1205), сеньор де Монтегю. В XIII веке дом разделился на несколько ветвей. Ветвь сеньоров Сомбернон угасла в 1410 году, сеньоров Куша — в 1470 году.
- Второй дом дофинов Вьеннских. Его родоначальником Андре (Гиг VI) (1184—1237), унаследовавший в 1202 году графство Вьенн. Род угас в 1282 году.

## Генеалогия
Роберт II Благочестивый (972—1031), король Франции; 3-я жена: Констанция Арльская
- Генрих I (1008—1060); жена: Анна Ярославна
  - Капетинги
- Роберт I (1011—1076), герцог Бургундии; 1-я жена: Элия де Семюр; 2-я жена: Ирменгарда—Бланка Анжуйская
  - (от 1 бр.) Гуго (1034—1059/1060)
  - (от 1 бр.) Генрих Донцель (1035—1070/1074); жена: Сибилла Барселонская
    - Гуго I (1057—1093), герцог Бургундии; жена: Иоланда Неверская
    - Эд I (1058—1103), герцог Бургундии; жена: Сибилла Бургундская
      - Элен (1080—1142); 1-й муж: Бертран Тулузский (ум.1112), граф Тулузы и Триполи; 2-й муж: Гильом I Талвас, граф Понтье и Алансона
      - Флорин (1083—1097); муж : Свен (ум.1097), датский принц
      - Гуго II (1084—1143), герцог Бургундии; жена: Матильда де Тюренн
        - Анжелина (1116—1163); муж: Гуго I де Водемон (ум.1155)
        - Клеменция (1117—?); муж: Генрих III де Донзи (ум.1187)
        - Эд II (1118—1162), герцог Бургундии; жена: Мария де Блуа
          - Алиса (1146—1192); муж: Аршамбо VII де Бурбон (ок. 1100—1171)
          - Гуго III (1148—1192), герцог Бургундии; 1-я жена: Алиса Лотарингская (1145—1200); 2-я жена: Беатрис д’Альбон (1161—1228)
            - (от 1 бр.) Эд III (1166—1218), герцог Бургундии; жена: Тереза Португальская
              - Жанна (1200—1223); муж: Рауль II де Лузиньян (ум.1250), граф д’Э
              - Алиса (1204—1266); муж: Роберт I (ум.1262), граф де Клермон и дофин Оверни
              - Гуго IV (1213—1272), герцог Бургундии; 1-я жена: Иоланда де Дрё (1212—1248); 2-я жена: Беатрис Шампанская (1242—1295)
                - (от 1 бр.) Эд, граф Невера, Осера и Тоннера; жена: Матильда де Дампьер (1234—1262)
                  - Иоланда (1247—1280), графиня Невера; 1-й муж: Жан Тристан Французский; 2-й муж: Роберт III де Бетюн, граф Фландрии
                  - Маргарита (1249—1308), графиня де Тоннер; муж: Карл I Анжуйский (1227—1285), граф Анжу, Мэна и Прованса, король Сицилии
                  - Алиса (1254—1290), графиня Осера; муж: Жан I де Шалон (ум.1309)
                  - Жанна (ок. 1253—1271)

                - (от 1 бр.) Жан (1231—1267), сеньор де Бурбон, граф Шароле; жена: Агнес де Бурбон-Дампьер (1237—1288), дама де Бурбон
                  - Беатрис (1257—1310), дама де Бурбон; муж: Роберт де Клермон (1256—1317), граф де Клермон

                - (от 1 бр.) Алиса (1233—1273); муж: Генрих III (ум.1261), герцог Брабанта
                - (от 1 бр.) Маргарита (ум.1277); 1-й муж: Гильом III де Мон-Сен-Жан (ум.1256); 2-й муж: Ги VI, виконт Лиможа
                - (от 1 бр.) Роберт II (1248—1306), герцог Бургундии; жена: Агнес Французская (1260—1325)
                  - Жан (1279—1283)
                  - Маргарита (1285—молодой)
                  - Бланка (1288—1348); муж: Эдуард I (1284—1329), граф Савойский
                  - Маргарита (1290—1315); муж: Людовик X Сварливый (1289—1316), король Франции
                  - Жанна Хромоножка (ок.1293—1349); муж: Филипп VI (король Франции) (1293—1350), король Франции
                  - Гуго V (1294—1315), герцог Бургундии
                  - Эд IV (1295—1349), герцог Бургундии; жена: Жанна (1308—1347), графиня Артуа и пфальцграфиня Бургундии
                    - сын (1322—1322)
                    - Филипп Монсеньор (1323—1346); жена: Жанна I (1326—1360), графиня Оверни и Булони
                      - Жанна (1344—1360)
                      - Маргарита (1345—молодой)
                      - Филипп I Руврский (1346—1361), герцог Бургундии; жена: Маргарита III (1350—1405), графиня Фландрии

                    - Жан (1325—1328)
                    - сын (1327—молодым)
                    - сын (1330—молодым)
                    - сын (1335—молодым)

                  - Мария (1298—?); муж с 1310: Эдуард I (ок.1295—1336), граф Бара
                  - Людовик (1297—1316), князь Ахейский, титулярный король Фессалоник; жена: Матильда де Эно
                  - Роберт (1302—1334); жена: Жанна де Шалон, графиня де Тоннер

                - (от 2 бр.) Беатрис (1260—1328); муж: Гуго XIII де Лузиньян (1259—1310), граф де Ла Марш и д’Ангулем
                - (от 2 бр.) Гуго (1260—1288), сеньор де Монреаль и виконт д’Авалон; жена: Маргарита де Шалон (ум.1328), дама де Монреаль
                  - Беатрис (1281—1291), дама де Монреаль
                  - сын (1284—молодым)

                - (от 2 бр.) Маргарита (ум.1300); муж: Жан I де Шалон (1259—1316), сеньор д’Арлей
                - (от 2 бр.) Жанна (ум.1295), монахиня
                - (от 2 бр.) Изабелла, (1270—1323); 1-й муж: Рудольф I Габсбург (1218—1291), император Священной Римской империи; 2-й муж: 2) Пьер де Шамбли, сеньор де Нофль

              - Беатрис (1216—?); муж: Гумберт III де Туар (ум.1279)

            - (от 1 бр.) Александр I (1170—1205), сеньор де Монтегю, родоначальник линии Монтегю; жена: Беатрис де Рион
              - Эд I (1196—1245), сеньор де Монтегю; жена: Елизавета де Куртене
                - Александр II (1221—1249), сеньор де Бюсси; жена: Маргарита де Мон-Сен-Жан
                - Гильом I (1222—1300), сеньор де Монтегю; 1-я жена: Жакетта, Дама де Сомбернон; 2-я жена: Мария де Барр
                  - (от 1 бр.) Александр III (1250—1296), сеньор де Сомбернон; 1-я жена: Агнес де Невшатель; 2-я жена: Агнес де Нуайе
                    - (от 2 бр.) Этьен I (1273—1315), сеньор де Сомбернон; жена: Мария де Боффремон, Дама де Куш
                      - Этьен II (1296—1339), сеньор де Сомбернон; жена: Жанна де Верден, Дама де Шевиньи
                        - Гильом II (1320—1350), сеньор де Сомбернон; 1-я жена: N; 2-я жена: Лаура де Бордо
                          - Жан (1341—1410), сеньор де Сомбернон; жена: Мария де Боже
                            - Екатерина (1365—после 1431), Дама де Сомбернон и де Мален; 1-й муж: Гильом де Вильесексель (ум.1396); 2-й муж: Жерар (ум.1418), сеньор де Тернье
                            - Жанна (1366—1426); муж: Ги де Рожемон

                          - Пьер II (1343—1419), сеньор де Мален; жена: Маргарита де Шапп

                        - Пьер I (1322—?), сеньор де Мален; жена: Маргарита де Шапп
                          - Мария (1344—?); 1-й муж: Генрих II де Совеман; 2-й муж: Ги де Боваль, сеньор де Навез
                          - Этьен (1345—1367), священник

                        - Гуго (1324—после 1359), монах

                      - Филиберт I (1300—после 1362), сеньор де Куш; жена: Мария де Фролуа
                        - Гуго де Монтегю (1325—?), сеньор де Куш; 1-я жена: Жанна де Сейнеле; 2-я жена: Жанна де Во
                          - (от 1 бр.) Жан де Монтегю (1346—1382)
                          - (от 1 бр.) Филиберт II (1348—1406), сеньор де Куш; 1-я жена: Маргарита де Сейнеле; 2-я жена: Жанна де Вьенн
                            - (от 2 бр.) Жан II (1380—после 1435), сеньор де Куш; жена: Изабелла де Мелло
                              - Клод (ок. 1405—1470), сеньор де Куш; жена: Луиза де Ла Тур д’Овернь
                                - (бастарда) Жанна; муж: Гуго де Рабютен, сеньор д’Эпири и де Балор

                              - Филиппина (1410—1462); муж: Луи де Ла Тремуй, граф де Жуаньи

                            - (от 2 бр.) Удо (ум.1406); жена: Маргарита де Сеннсеи
                            - (от 2 бр.) Одетта; муж: Беро II де Колиньи, сеньор де Крессиа
                            - (от 2 бр.) Екатерина (1383—?); муж: Александр III де Блези
                            - (от 2 бр.) Мария; муж: Жан I де Дама, сеньор де Вильер
                            - (от 2 бр.) Филиберта; муж: Гильом II (ум.1453), сеньор д’Этрабонн

                          - (от 1 бр.) Жанна (1350—после 1400), аббатиса Кризенона
                          - (от 1 бр.) Гуго (1351—после 1380)
                          - (от 1 бр.) Александр (ум.1417), аббат Флавиньи

                        - Филиберта (1328—после 1356); муж: Генрих де Лонгви (ум.1396)

                    - (от 2 бр.) Гильом (1276—после 1313)
                    - (от 2 бр.) Жанна (1280—1316), аббатиса в Отёне
                    - (от 2 бр.) Эд (1290—1349), сеньор де Марини-ле-Кахуе; жена: Жанна де Ла Рош-Ванно
                      - Агнес (1330—?); муж: Жан де Виллар, сеньор де Монелье и де Бельвуар
                      - Жерар (1332—после 1367), сеньор де Монуалло
                        - Жан (1363—после 1410), сеньор де Монуалло; муж: Маргарита де Жермолль
                        - Удо (1365—1400); 1-я жена: Маргарита де Сеннесеи; 2-я жена: Жанна де Мимер
                        - Агнес (1362—1367)

                      - Гильом (1335—после 1380), сеньор де Марини; жена: Жанна де Драси

                  - (от 2 бр.) Удард (1264—после 1333), сеньор де Монтегю; 1-я жена: Жанна де Сен-Круа; 2-я жена: Жанна де ла Рош-дю-Воэль
                    - (от 1 бр.) Жанна (1301—после 1375), Дама де Виллар—сюр—Саон, де Савини и де Бомон; муж: Ринальдо Орсини
                    - (от 1 бр.) Маргарита (1303—?); муж: Джиордано Орсини
                    - (от 1 бр.) Жанна (1304—после 1347), монахиня в Шалоне
                    - (от 1 бр.) Генрих (1306—1349), сеньор де Монтегю; жена: Жанна де Вьенн
                      - Гугетта (1330—1347)

                    - (от 1 бр.) Изабелла (1308—?), Дама де Леизо; муж: Роберт II де Дама, виконт де Шалон-сюр-Саон
                    - (от 1 бр.) Удард (1312—1340), монах в Реймсе
                    - (от 1 бр.) Агнес де Монтегю; 1-й муж: Жан де Виллар; 2-й муж: Жоффруа II де Клермон-эн-Вьеннуа

                  - (от 2 бр.) Алиса (1266—после 1332), Дама де Сен-Морис-эн-Тизуеилль; муж: Гильом де Жуиньи
                  - (от 2 бр.) Агнес (1268—после 1298)

                - сын (1223—молодым)
                - сын (1225—молодым)
                - Филипп (1227—после 1277), сеньор де Шани; 1-я жена: Флёр, Дама д’Антини; 2-я жена: N
                - (от 1 бр.) Жанна (1257—после 1290), Дама д’Антини; муж: Тьерри де Монбельяр
                - (от 2 бр.) Изабелла (1261—после 1282)
                - (от 2 бр.) Маргарита(1262—1328), Дама де Жержи; муж: Эд де Фролуа, сеньор де Молино
                - (от 2 бр.) Аликсант (1264—после 1282)
                - Гоше (1230—после 1255), сеньор де Жамбль
                - Эд (1231—после 1255), сеньор де Кортямбль
                - сын (1229—молодым)
                - Маргарита (1232—после 1255), Дама де Вильнёв; муж: Пьер де Палло

              - сын (1197—молодым)
              - Алиса (1198—после 1265), аббатиса в Пралоне
              - сын (1199—молодым)
              - Александр (1201—1261), епископ Шалона
              - Жерар (1203 — после 1222), сеньор де Жержи; жена: Эшива де Монбельяр
              - сын (1205—молодым)

            - (от 1 бр.) Дус (1175—после 1219); муж: Симон де Семюр (ум.1219), сеньор де Люзи
            - (от 1 бр.) Алиса (1177—?); муж: Беро VII, сеньор де Меркер
            - (от 2 бр.) Андре (Гиг VI) (1184—1237), дофин Вьеннский, родоначальник 2—го дома дофинов Виеннских; 1-я жена: Беатрис де Сабран; 2-я жена: Беатрис Монферратская
              - (от 1 бр.) Беатрис (1205—после 1248); муж: Амори VII де Монфор (1195—1241), граф де Монфор
              - (от 2 бр.) Гиг VII (1225—1270), дофин Вьеннский; жена: Беатрис Савойская
                - Жан I (1264—1282), дофин Вьеннский; жена: Бонна Савойская
                - Андре (1267—после 1270)
                - Анна (ум.1301), дофина Вьеннская; муж: Гумберт I де ла Тур дю Пэн (ок.1240 — 1307), дофин Вьеннский

              - (от 2 бр.) Жан (1227—1239)

            - (от 2 бр.) Маго (1190—1242); муж: Жан I Мудрый (1190—1267), граф де Шалон, д’Осон, сеньор де Сален
            - (от 2 бр.) Анна (1192—1243); муж: Амедей IV Савойский (1197—1253)

          - Маго (ум.1202); муж: Роберт IV (ок.1130 — ок.1194), граф Оверни

        - Гоше (1120—1180), архиепископ Безансона
        - Гуго Рыжий (1121—1171), сеньор де Навилли; жена: Изабелла де Тьерн
          - Гильом
          - Сибилла; муж: Ансерик IV де Монреаль

        - Роберт (1122—1140), епископ Отёна
        - Генрих (1124—1170), сеньор де Флавини, епископ Отёна
        - Раймон (1125—1156), сеньор де Гриньон и де Монпансье; жена: Алиса де Тьерн
          - Гуго (1147—1156)
          - Маго (Матильда) (1150—1192); 1-й муж: Эд III д’Иссуден; 2-й муж: Ги (1131—1176), граф Невера, Тоннера и Осера; 3-й муж: Пьер Фландрский (ум.1176); 4-й муж: Роберт II (ум. 1218), граф де Дрё

        - Сибилла (1126—1150); муж: Рожер II (ум.1154), король Сицилии
        - Дус (1128—?); муж: Раймон де Грансей
        - Матильда (1130—?); муж: Гийом VII де Монпелье (ум.1173)
        - Арембуж (1132—?), монахиня

      - Генрих (1087—1131), священник

    - Роберт (1059—1111), епископ Лангра
    - Элия (1061 — после 1081/1084)
    - Беатрис (1063 — до 1010); муж: после 1082 Ги III (ум. до 1026), сеньор де Виньори
    - Рено (1065—1092), аббат де Сен—Пьер во Флавиньи
    - Генрих Бургундский (1066—1112), граф Португалии; жена: Тереза Леонская (1080—1130), графиня Португалии
      - Португальский королевский дом (Бургундская династия)

  - (от 1 бр.) Роберт (1040—1113)
  - (от 1 бр.) Симон (1044—1088)
  - (от 1 бр.) Констанция (1046—1093); 1-й муж: Гуго II (ум.1078), граф де Шалон; 2-й муж: Альфонс VI (1040—1109), король Кастилии и Леона
  - (от 2 бр.) Хильдегарда, (1050—после 1104); муж: Гильом VIII Аквитанский (1025—1086), герцог Аквитании